# USS Coghlan (DD-326)
Za druga plovila z istim imenom glejte USS Coghlan.
USS Coghlan (DD-326) je bil rušilec razreda Clemson v sestavi Vojne mornarice Združenih držav Amerike.
Rušilec je bil poimenovan po kontraadmiralu Josephu Bullochu Coghlanu.

## Zgodovina
V skladu s Londonskim sporazumom o pomorski razorožitvi je bil rušilec 1. maja 1930 izvzet iz aktivne službe in 22. oktobra istega leta izbrisan iz seznama plovil Vojne mornarice ZA ter bil nato naslednje leto prodan kot staro železo.